# اینفرئرو
اینفرئرو (انگلیسی: Infraero) شرکت هوانوردی برزیلی است، که در سال ۱۹۷۳ تأسیس شد.